# 瑞恩·格蘭特
瑞恩·格蘭特（英語：Rhyan Grant；1991年2月26日—）是澳大利亞的一位職業足球運動員。他在場上的位置是中場或右後衛。格蘭特現在效力於A聯賽球隊悉尼FC。他也代表澳大利亞國家足球隊參加國際賽事。

## 外部連結
- Rhyan Grant – FIFA國際賽競賽紀錄 (存檔)
- Soccerway資料庫：瑞恩·格蘭特